# 鬼切丸 (漫画)
『鬼切丸』（オニキリマル）は、楠桂による日本の漫画。1992年から2001年まで『少年サンデー超増刊号』（小学館）で連載された。単行本は少年サンデーコミックス（小学館）より全20巻が刊行され、2006年11月より文庫版が出版されている。
平安時代から江戸時代を舞台にした新シリーズ『鬼切丸伝』が、『コミック乱ツインズ 戦国武将列伝』（リイド社）2013年10月号に読切として掲載された後、同誌2014年2月号から2016年8月号まで連載され、同誌休刊にともない『コミック乱ツインズ』（同社）へ移籍して2016年10月号から2018年7月号まで連載された。その後、ウェブ漫画サイト『pixivコミック』へ移籍して2018年7月24日から続きが配信され、2025年3月25日に完結した。
本作の原画展が2021年3月6日から28日まで、大阪にある画廊モモモグラで開催された。

## あらすじ
鬼の屍から産まれた名前を持たない鬼の少年は、鬼切丸と呼ばれる日本刀を携えて鬼を斬り続ける。

## 登場人物

### 主人公
「鬼切丸」という唯一鬼の肉を断つ刀を持つ名無しの少年の姿をした鬼であり、同族殺しを天命とする。作中では「少年」、「鬼切丸の少年」、「鬼切」、「鬼切丸」と呼ばれる。また、本編の前日譚である「鬼切丸伝」と真・女神転生IMAGINEとのタイアップイベント 及びOVA版では鬼切丸の少年と表記されている。舞台、「鬼切丸伝～源平鬼絵巻～」においては、鬼切丸と呼称されている。また、他の鬼からは「同族殺し」などと呼ばれる。
鬼に寄生された人間の女性の胎内や、人の負の感情から産まれる鬼達の中、唯一鬼の屍から産まれた、人間を触媒にしていない異端にして純血の鬼。全ての鬼を斬り殺せば人間になれると信じ、同族殺し・鬼の天敵として鬼を斬り続ける。人でない彼に名前はなく、一度覚丹によって名を付けられたこともあったが、鬼の実名とは人に恐れ囁かれれば蘇りさえ促す力に、同じ鬼に呪いに使われれば命さえ脅かす元になるため、全ての鬼に忌み嫌われる彼はその名を使うことはできなかった。鬼ではあるが、角や鬼の爪・牙は生来持たず、外見は普通の人間と全く同じである。ただし、爪代わりの鬼切丸によって鬼と対等以上（ほぼ一方的）に戦える身体能力を持っている他、様々な術を持ち、鬼と同じように普通の刃物や銃が効かないなど、紛れもなく人ではない。また、決して年老いることがなく同じ姿で、時代によって服装や髪型を合わせることで人に擬態しており、現代では年間を通し黒い学ラン姿で、鬼切丸は普段は白い布で包むことで竹刀に見せかけている。現代に復活したとの表記や、戦国時代での回にて影継を斬るため目覚めたとの言葉を発しているが、正確な誕生時期は不明。鬼に対して容赦はなく、元が人であって襲われた人間に酷い仕打ちを受けた結果として鬼に堕ちた相手だとしても、迷いなく鬼切丸で塵に返すが、自身の境遇からも鬼・人の悲哀はよく理解している。

### 主要人物
後藤 紗英（ごとう さえ）
若い女性の自称心霊ルポライター。登場当初はフリーだったが、後半は雑誌社に所属している。鬼に関する怪奇現象を追う中で鬼切丸の少年と出会い、自ら彼を追い求め何度も出会ううちに、自身が鬼と化する一歩手前で鬼切丸に斬られる。それ以来、刀傷の刻印によって少年と一種のつながりが生まれたようで、唯一鬼に堕ちず、鬼の刃が届きにくいという身体となった。その後も幻雄との合流もあって、人間としてはありえないほど鬼と関わりあうことになる。
結城 七郎（ゆうき しちろう）
結城一族の最後の生き残りであり当主。16歳に「鬼おとし」（後述）の能力を手に入れる一族の末裔であり、力に目覚める前に斬り殺そうとする少年に襲われるが、命を脅かされることで生まれた生への執着が、逆に能力を目覚めさせてしまう。その際、無意識で家政婦と大叔母、そして最愛の姉を鬼におとしてしまい、自分を見失う。姉を斬った少年を非常に憎み、逃げながらも通りすがりの女達を鬼におとしては無関係な人間を惨殺するなど、少年への挑発を繰り返した。姉を鬼におとした直後の死を望んでいた時期に、自分に生き延びるように言った看護婦、新井圭子を気に入り、鬼におとした後も連れ回すが、彼女に少年を不意討ちさせようとした際、自分に操られ逆らえないはずの彼女に反逆され、鬼におちた後も女たちには人間の意識が残っていたことを知って絶望し、燃盛る工場の中、新井圭子と共に死んだかと思われた。しかしその後、記憶を失った状態で寂影に拾われ、能力だけを取り戻した後は、少年から逃げつつ寂影に言われるがまま、彼女の食料として再び女を鬼におとし続けた。記憶が戻った後、寂影から逃げ出し死を望むが、冴木涼子に拾われ、彼女を助けるためにまた鬼おとしを使ってしまう。勘付いた寂影に捕まった後は、完全に彼女の傀儡として操られてしまい、寂影の死の直前にやっと解放され、涼子と共に死を選ぶ。
新井 圭子（あらい けいこ）
優しく若い看護婦の女性。事故に逢い病院に搬送された七郎の担当になった。鬼おとしに目覚めた直後で、まだ死を望んでいた七郎に、事情を知らぬまま生きることを教えたがために、被害を拡大させてしまう。七郎に好意を持たれ、自らも患者として可愛がっていた。院内大量虐殺の現場を見た時点では、七郎に恐怖し拒絶するものの、七郎が自分を庇って傷を負い、少年に殺されそうになった時には、それでも彼の命乞いを口にした。鬼にされた後は、主に七郎の移動手段として常に側におり、七郎が望まない限り、どれだけ朽ち果てても死ねない体になっていた。他の女より意識が強かったらしく、実体と別で人の姿の生霊として現れたり、最後に七郎に逆らう場面などがあった。最後の力で七郎を助け出すが、生き延びた七郎は寂影に拾われてしまう。
冴木 涼子（さえき りょうこ）
社長令嬢で女子高生。子猫のついでに七郎を拾い、一人暮らし中のアパートの同室に住まわせた。一見明るく気が強いが、母親が自殺した事を気に病んでおり、寝る前にリストカットをしなければ寝られないことを明かした後は、ソファに寝かしていた七郎を（性的な意味ではなく）自分のベッドに誘う。父の愛人を嫌い、父親との再婚を拒否し続けていた。逆恨みをした愛人とその取り巻きに襲われ、七郎の鬼おとしによって事無きを得るが、それによって寂影達に居場所がばれてしまう。そのため七郎と心中を図るが、寂影によって彼女は撃ち落とされ、七郎は連れて行かれてしまう。
良子（りょうこ）
明治時代に鬼切丸の少年が出逢った少女。伊秋院家に女中として雇われていた。拾われた孤児として主人たちから酷い扱いを受けていたが、憎しみや妬みを持たない無垢な少女で、それ故に鬼を受け容れてしまった。自分が何者か全く尋ねないことを訝しがる少年に対し、自分の名前などは用事を呼びつけるのに不便だからと付けられた程度のもので、名前など意味はないといったことを返した。その他、彼と通じ合うところがあったようで、少年からほとんど口説き文句のような台詞付きで鈴の根付のプレゼントを貰っている。良子も、人扱いされていなかった自分に初めて謝ってまでくれた相手として少年に好意を持っており、鈴を取り上げられそうになった時には主人相手に歯向いまでした。その想いが逆に鬼に利用されてしまう。
覚丹（かくたん）
明治中期から現代まで活躍した、鬼をも調伏すると言われてきた偉大な法力僧。明治時代、先輩僧の泰全と共に依頼で訪れた紫吹男爵邸にて鬼切丸の少年と出会い、共闘する。若い頃の姿は、剃髪していないせいで女性にも見えるが、若い男の僧侶。彼に名前をつけて呼んだ恐らく唯一の人物であり、最後は彼に看取られて逝く。
鈴鹿御前（すずかごぜん）
奥州の鬼・悪路王の妻であり、後に坂上田村麻呂の妻となった鈴鹿御前本人（生まれ変わりではない）。人間としての名前は小山内鈴香（おさない すずか）。経緯は不明だが、人間の生活を愛したために鬼としての記憶を封印し、女子高生として生活を送っていた。復活を目論む悪路王に家族を殺され、その名を用いた呪詛によって操られるが、鬼切丸に斬られたことで呪詛から解き放たれると同時に記憶を取り戻す。鬼の絶対加護を持ち、鬼であるならば雑鬼は勿論、悪路王にすら傷付けることはできない。影の中には強力な使鬼が、髪の影には小さな雑鬼どもが控えている。妖力を使い、鈴鹿最強の武器として大通連（だいつうれん）と呼ばれる日本刀を出すことが出来、それを武器として使う。少年と違って本来は角も爪も牙もあるが、基本的に人の姿を取っており、記憶を取り戻した直後にしか見られない。
鬼切丸伝にも登場する。
鬼魅香（きみか）
女性の他人の美しさを妬む感情から産まれた、女子高生の姿の鬼。男女を魅了する美しさを持つが、髪に隠れた後頭部には醜い鬼の顔がある。また、逆上した際には表の顔以外の肉体も普通の鬼そのものに変化し、爪で襲いかかった。人の感情がある限り消滅しない鬼で、人に実名を呼ばれることで鬼気を滾らせ、鬼切丸で斬られたとしても再び蘇る。人を無差別に襲うのではなく、何かしらの非がある人間に対し、恨み・憎しみを持つ女性がいた場合、それに応えてその人間を精神的に追い詰めるという行動を取っていた。鬼切丸の少年に好意を抱いていると発言し、鬼の自分なら共に居られると誘惑をかけるが、鬼に操られた良子と同じ言葉を口にしてしまい、取り付くしまもなくひっぺがされる。前述していた行動も、少年が人間が好きだからと、罪深い人間を罰して人助けをしているつもりであったらしい。少年が自分を選ばないまでも、自分が消滅しないことで、自分を斬ろうとする彼に永久に追ってもらおうとする。

### 裏僧枷
幻雄（げんゆう）
裏僧枷の一人。外見は若い成人男性。修行僧時代は剃髪していたが、山を降りた現在は長髪を後ろで一括りにしている。不動明王呪を使用する。現代社会にとけ込んだ服装をしており、僧具は身に着けていない。拳銃を持ち、不動明王を表す梵字が刻まれた弾丸と経で鬼を調伏する。他の裏僧伽と比べて穏健で、人間に絶望して暴走を始める者の多い中、人懐っこく共存していられた唯一の人間。少年とは初対面時から共闘が多く、何度か挑発として喰おうとしていると口にはするものの、その気はないらしい。鬼を追う中で後藤紗英と出会い、彼女のまるで鬼を呼び寄せるかのような性質に目をつけ、居候するようになる。後藤紗英に次ぐ半レギュラーキャラで、登場回数も多い。彼女ともどもメインキャラでギャグ・デフォルメパートがある数少ないキャラ。
寂影（じゃくえい）
着物姿の裏僧枷唯一の女性。軍荼利明王呪を使用する。裏僧枷になった直後、他の修行僧から命を狙われた際に弟・聖行を殺されており、激しい憎悪を持っている。瀕死で記憶を失った七郎を聖行と呼んで利用し、自らに食料を供給してくれる道具として可愛がった。物語後半では結城七郎を傀儡とし、鬼を作っては食べる自給自足の狩りを行う。真実のところは、自分が普通の女として生きることができなかったことを呪い、他の女性を鬼にして食べること（殺すこと）で発散している哀れな女。
宗賢（しゅうけん）
古風な口調で、唯一現代でも坊主姿で剃髪姿な大男。金剛夜叉明王呪を使用する。寂影と行動を共にし、鬼を食らって生きてきたが、心の底では自分を止めてくれる鬼切丸を待ち望んでいた。一番初めに鬼切丸に斬られた裏僧伽。寂影共々、何の罪もない女性を虐待することで意図的に鬼に落とそうとするなどの非道をしていたが、幻雄に次いで冷静な方で、寂影を宥めたりする様子が見られている。
聖行（じょうあん）
大威徳明王呪を使用する。寂影の弟。裏僧枷になった直後、仲間であったはずの僧枷に殺される。回想でのみ登場。
哲童（てつどう）
降三世明王呪を使用する。裏僧枷になった後、絶望から自殺を試みたが死ねず、激しい生への執着から、鬼よりも醜悪でありながら鬼ではない、不死身で異形の化け物となった。元ホテルの廃墟を乗っ取り、後藤紗枝、幻雄、鈴鹿、そして少年をおびき寄せ、自分の新しい体を選ぼうとした。後藤紗英は幻雄を呼び出すための餌らしいが、鬼と人との共存を謳うも同じ裏僧伽の幻雄の体を乗っ取ることに意味はないはずなのだが、会話を見るに単に旧友に会いたかっただけにも思える。初めホテルの女将と偽り、女性の姿で現れたが、それも乗っ取った誰かの体であって、男性である。回想やイメージで見える姿では顔の全体が見えず、素顔は判らないが、乗っ取った女将の化け物姿の時の舌に、元の顔と思われるものが浮き出る。少年の体を乗っ取り、最悪最強の鬼となった時には、幻雄と鈴鹿の2人がかりでもかなわなかった。

## 用語

### 鬼切丸
鬼切丸の少年のことを指す場合もあるが、通常は少年が持つ日本刀を指す。少年と共に誕生し、少年の角であり一心同体である。鬼の天敵であり、これで斬られた鬼は塵となる。特殊な力を備えており、人間の目の前で鞘に入れることで、その人間が一時的に鬼が見えるようにすることが出来る。歴史上では、酒呑童子を倒した四天王の一人である渡辺綱が持っていた刀として髭切の別名である。また童子切を製作した刀工・安綱が作ったとされる「鬼切丸」という神宝が、多田満仲を祀った兵庫県川西市の多田神社に伝わっている。

### 本作における「鬼」
一般的に伝わる鬼と外見などは同様であるが、独自の要素が追加されている。
- 人間が激しい憎しみなどの感情を抱くと鬼になる。またそういった感情から、何らかの物質に鬼が宿ることもある。
- 人間は鬼になるが、鬼は人間にならない。ただし、人間から鬼になった場合、鬼の力で人を殺すことがなければ、鬼切丸に斬られることで人間に戻ることもある。
  - 逆に鬼の力で人を殺してしまった後では、たとえそれが過失や操られてのことであっても、鬼切丸の力をもってして人間に戻ることはできず、通常の鬼と同じように塵となって消える。
- 鬼の雌は存在せず、人間の女性が鬼女となっても子を宿す能力はない。
- 鬼が人間の女性の体内に鬼を寄生させ、人間の魂や感情を餌に繁殖させることがある。この場合、人間が行う検査では兆候は発見できない。
- 供養されないままの死体は、8年が経過すると鬼になる。
- 人間に暗示をかけることが出来る。

### 裏僧枷
鬼を調伏する修行を積んだ結果、人間ではないものに変化してしまった僧のこと。誕生時期は不明であるが、明治時代に既に誕生していたような言動もある。物語中では5人存在する。裏僧枷は鬼を調伏すると、その鬼を勾玉に変化させ、その勾玉を食べることで浄化を行う。勾玉を食べなければ飢えに苦しむため、鬼を調伏して食らい続ける。その肉体は不老不死に近く、鬼を食べなくても飢えるだけで死にはしない。幻雄、寂影を見る限り、各自が何らかの方法で人間に暗示をかけることが出来ると思われる。

### 鬼おとし
結城一族直系の男のみが持った能力。16歳になると能力が目覚める。業を持たない人間でも、女性ならば鬼におとすことが出来、そのようにして生まれた鬼は使鬼として結城に服従し、主の命あればどのような罪悪をもなす。しかし、鬼へと堕ちる業を持たずして鬼へと堕とされた以上、鬼おとしにかけられた女性の魂は救われることなく、懊悩の苦しみを受け続ける。逆に人を一人も殺していない状態であれば、鬼切丸に斬られることで元の姿へと戻れるが、そうなった女性に対しては二度と鬼におとすことはできなくなる。

### 鬼鳴里村
N県にある鬼発祥の地。「きなさむら」と読む（実在する鬼無里村との関連は不明）。この土地は鬼気に満ちているため、鬼が死んでも死体として残り、鬼となった女が子どもを産むことが出来る。

## 書誌情報
- 楠桂『鬼切丸』小学館〈少年サンデーコミックス〉、全20巻
  1. 1992年2月18日発売[4]、ISBN 4-09-123011-3
  2. 1993年3月18日発売[5]、ISBN 4-09-123012-1
  3. 1993年7月17日発売[6]、ISBN 4-09-123013-X
  4. 1994年4月18日発売[7]、ISBN 4-09-123014-8
  5. 1994年12月10日発売[8]、ISBN 4-09-123015-6
  6. 1995年6月17日発売[9]、ISBN 4-09-123016-4
  7. 1995年12月9日発売[10]、ISBN 4-09-123017-2
  8. 1996年2月17日発売[11]、ISBN 4-09-123018-0
  9. 1996年4月18日発売[12]、ISBN 4-09-123019-9
  10. 1996年9月18日発売[13]、ISBN 4-09-123020-2
  11. 1996年12月10日発売[14]、ISBN 4-09-125131-5
  12. 1997年5月17日発売[15]、ISBN 4-09-125132-3
  13. 1997年9月18日発売[16]、ISBN 4-09-125133-1
  14. 1998年4月18日発売[17]、ISBN 4-09-125134-X
  15. 1998年9月18日発売[18]、ISBN 4-09-125135-8
  16. 1999年2月18日発売[19]、ISBN 4-09-125136-6
  17. 1999年7月17日発売[20]、ISBN 4-09-125137-4
  18. 2000年1月18日発売[21]、ISBN 4-09-125138-2
  19. 2000年10月18日発売[22]、ISBN 4-09-125139-0
  20. 2001年4月18日発売[23]、ISBN 4-09-125140-4
- 楠桂『鬼切丸』小学館〈小学館 コミック文庫〉、全8巻
  1. 2006年11月15日発売[24]、ISBN 4-09-193681-4
  2. 2006年12月15日発売[25]、ISBN 4-09-193682-2
  3. 2007年1月13日発売[26]、ISBN 978-4-09-193683-7
  4. 2007年2月15日発売[27]、ISBN 978-4-09-193684-4
  5. 2007年3月15日発売[28]、ISBN 978-4-09-193685-1
  6. 2007年4月14日発売[29]、ISBN 978-4-09-193686-8
  7. 2007年5月15日発売[30]、ISBN 978-4-09-193687-5
  8. 2007年6月15日発売[31]、ISBN 978-4-09-193688-2
- 楠桂『鬼切丸』小学館〈My First BIG Special〉
  1. 「鬼鳴里編」2012年8月3日発売、ISBN 978-4-09-107731-8
  2. 「鬼おとし編」2012年9月7日発売、ISBN 978-4-09-107751-6

### 鬼切丸伝
- 楠桂『鬼切丸伝』リイド社〈SPコミックス〉、全23巻
  1. 2014年9月30日発売[32]、ISBN 978-4-8458-4572-9
  2. 2015年6月12日発売[33]、ISBN 978-4-8458-4573-6
  3. 2016年3月30日発売[34]、ISBN 978-4-8458-4574-3
  4. 2017年1月10日発売[35]、ISBN 978-4-8458-5063-1
  5. 2017年11月30日発売[36]、ISBN 978-4-8458-5246-8
  6. 2018年6月18日発売[37]、ISBN 978-4-8458-5332-8
  7. 2018年11月30日発売[38]、ISBN 978-4-8458-5398-4
  8. 2019年5月24日発売[39]、ISBN 978-4-8458-5464-6
  9. 2019年8月23日発売[40]、ISBN 978-4-8458-5497-4
  10. 2019年12月20日発売[41]、ISBN 978-4-8458-5547-6
  11. 2020年5月29日発売[42]、ISBN 978-4-8458-5609-1
  12. 2020年10月29日発売[43]ISBN 978-4-8458-5670-1
  13. 2021年4月13日発売[44]、ISBN 978-4-8458-5735-7
  14. 2021年10月26日発売[45]、ISBN 978-4-8458-5798-2
  15. 2022年4月26日発売[46]、ISBN 978-4-8458-5877-4
  16. 2022年10月25日発売[47]、ISBN 978-4-8458-5961-0
  17. 2023年4月25日発売[48]、ISBN 978-4-8458-6216-0
  18. 2023年11月28日発売[49]、ISBN 978-4-8458-6482-9
  19. 2024年4月23日発売[50]、ISBN 978-4-8458-6634-2
  20. 2024年9月24日発売[51]、ISBN 978-4-8458-6695-3
  21. 2024年11月26日発売[52]、ISBN 978-4-8458-6758-5
  22. 2025年4月22日発売[53]、ISBN 978-4-8458-6892-6
  23. 2025年6月24日発売[54]、ISBN 978-4-8458-6916-9

## アニメ
OVAが1994年から1995年にビデオとして発売された。1999年、同作品がDVDとして発売された。全4話。

### キャスト
- 鬼切丸の少年：草尾毅

（第一章 小角の章）
- 萠子：久川綾
- 友紀：小山裕香

（第二章 大嶽丸の章）
- 紗英：勝生真沙子
- 治美：萩森侚子
- 住職：宮内幸平
- 大嶽丸：大友龍三郎

（第三章 般若の章）
- 節子：深見梨加
- 鬼：郷里大輔
- 般若：平野文
- 朱根：かないみか

（第四章 怨鬼哀歌の章）
- 良子：鈴鹿千春
- 伊秋院：大塚明夫
- 和恵：川浪葉子
- およね：井上美紀
- 鬼：高島雅羅
- ナレーション：白石加代子

### スタッフ
- 脚本：寺田憲史
- 監督：加戸誉夫
- 作画監督：ゴトウマサユキ
- 美術監督：金村勝義
- 音響監督：明田川進
- アニメーション制作：OLM
- 製作：ケイエスエス

### 主題歌
- エンディングテーマ「終わりのない彷徨」　作詞 - MacKanako / 作曲 - 外山和彦 / 編曲 - 外山和彦 / 歌 - 草尾毅
- 挿入歌「命の願い」　作詞 - MacKanako / 作曲 - 外山和彦 / 編曲 - 外山和彦 / 歌 - 深見梨加
- イメージソング 「エキストラ」　作詞 - 松葉美保 / 作曲 - 吉俣良 / 編曲 - 外山和彦 / 歌 - 楠桂

### 作品リスト
- 第一章 小角の章
- 第二章 大嶽丸の章
- 第三章 般若の章
- 第四章 怨鬼哀歌の章

### DVD
- 鬼切丸 前
- 鬼切丸 後

## イメージ・アルバム
- 鬼切丸（1992年・テイチクエンタテインメント）

## 舞台

### 鬼切丸 (舞台)
2013年、『舞台 鬼切丸』として舞台化。2015年、再演。
脚本・演出：まつだ壱岱 (ASSH)。音楽：日野悠平。プロデューサー：堀口聖一。企画製作・主催：タンバリンプロデューサーズ。
公演期間・会場
- 2013年8月3日 - 11日（吉祥寺シアター）初演
- 2015年1月24日 - 2月1日（あうるすぽっと）再演

| 初演キャスト - 少年 - 高崎翔太 - 幻雄 - 中村龍介 - 鈴鹿御前 - 佃井皆美 - 童子切安綱 - 鵜飼主水(ASSH) - 宗賢 - 林野健志 - 聖行 - 紅葉美緒 - 赤鬼丸 - 本川翔太 - 結城七郎 - 山崎大輝 - 住職 - 田中稔彦 - 大嶽丸 - 新田健太 - 牛頭鬼 - 六本木康弘 - 青鬼丸 - 下園愛弓 - 小林晃司 - 植田慎一郎 - 小林浩一 - 祁答院雄貴 - 後藤紗英 - 角島美緒 - 宮林大輔 - 森めぐみ（キャラメルボックス） - 馬頭鬼・悪緑鬼 - 橋本顕 - みどり - 中村裕香里・宮本佳那子（※Wキャスト） - 椙山聡美 - 長島琢磨 - 小柳東子 - 小川あゆ - 寂影 - 安藤彩華(ASSH) - 幸島司 - 青木たかひろ(ASSH) - 桑田裕介 - いわいのふ健 - 覚丹 - 緑川睦 ほか | 再演キャスト - 少年 - 小笠原健 - 幻雄 - 中村龍介 - 宗賢 - 岸本卓也 - 結城七郎 - 川村聖斗 - 聖行 - 紅葉美緒 - 赤鬼丸 - 本川翔太 - 後藤紗英 - 角島美緒 - 鬼丸国綱 - 後藤健流 - 後藤紗亜弥 - 哲童 - 吉田宗洋 - 小山内鈴香 - 宮原華音 - みどり - 中村裕香里 - 童子切安綱 - 鵜飼主水（ASSH） - 青鬼丸 - 下園愛弓 - 岩尾隆明（aa7） - 今田竜人 - 小川慧 - 馬庭良介 - 寂影 - 安藤彩華（ASSH） - 清水日向子（怪傑パンダース） - 透子 - 大曽根敬大 - 芹澤良（進戯団夢命クラシックス） - 小栗諒（ASSH） - 悪黒鬼役、鬼衆、僧兵 - 菅田正照 - 成瀬隆典 - 里奈 ほか |

### 鬼切丸伝 (舞台)
2017年、『鬼切丸伝〜源平鬼絵巻〜』のタイトルで舞台化。2018年、再演。
脚本・演出：松多壱岱。プロデューサー：小林諸生・松多壱岱。製作：ASSH×オッドエンタテイメント。
公演期間・会場
- 2017年1月18日 - 22日（六行会ホール）初演
- 2018年6月20日 - 24日（全労済ホール／スペース・ゼロ）再演

劇中歌
- メインテーマ「名もなき彼」（作詞：松多壱岱 、曲：金藏直樹、歌唱：ANNA）
- 挿入歌「色なき風」（作詞：松多壱岱、作曲：金藏直樹、歌唱：ANNA）
- エンディングテーマ「ひとよの夢」（作詞・作曲:向井健治(Prhythm/epx)、歌唱:栗生みな）※再演のみ

| 初演キャスト - 鬼切丸 - 石渡真修 - 童子切安綱 - 鵜飼主水（ASSH） - 源義経 - 加藤真央 - 静 - 船岡咲 - 源頼朝 - 塩川渉 - 渡辺綱・藤原泰衡 - 岩義人 - 赤鬼丸 - 瀬戸啓太 - 青鬼丸 - 永吉明日香 - 茨城童子 - 山田恵里伽 - 願御前 - 松岡ななせ - 祈御前 - 天音みほ - 虎熊童子 - 雛形羽衣 - 平宗盛 - 田北良平 - 平知盛 - 片山徳人 - 叶御前 - 青柳伽奈 - 醜女尼僧 - 浜田由梨 - 北条政子 - 松岡里英 - 酒呑童子 - 籠谷和樹 - 磯野禅尼 - 松本稽古 - 鞍馬天狗 - 小栗諒（ASSH） - 後白河法皇 - 丸山雷電（ASSH） - 源頼光・北条時定 - 勝也 - 特別出演 - 鈴鹿御前 - 今出舞 - 那須与一 - 田中彪 - 武蔵坊弁慶 - 室龍規 - アンサンブル - 大庭早紀、小倉江梨花、下山真佑郎、鈴野玲、田嶋悠理、田中聖奈、永友早希、成瀬隆典、新村享也、花岡芽佳、宮崎加奈子、山田香帆 | 再演キャスト - 鬼切丸 - 大崎捺希 - 源義経 - 上仁樹 - 平知盛 - 鮎川太陽 - 武蔵坊弁慶 - 成松慶彦 - 那須与一 - 石田隼 - 鈴鹿御前 - 茜屋日海夏 - 静 - 大島涼花 - 鞍馬天狗 - 小栗諒 - 平教経 - 永田彬 - 願御前 - 夏目愛海 - 平宗盛 - 菊川はる - 青鬼丸 - 奥井那我人 - 赤鬼丸 - 新井優 - 渡辺綱・藤原泰衡 - 三輪翔志 - 茨木童子 - 藍菜 - 醜女尼僧 - 鈴野智子 - 祈御前 - 奈良平愛実 - 叶御前 - 花岡芽佳 - 酒呑童子 - 並木鉄平 - 磯野禅尼 - 石川美樹 - 後白河法皇 - 丸山雷電 - 虎熊童子 - 小倉江梨花 - 源頼光・梶原景時 - 森大 - 源頼朝 - 若宮亮 - 北条政子 - 田名部生来 - 童子切安綱 - 鵜飼主水 - アンサンブル - 前田慎治、早川勇平、大森将、梅田祥平、神代よしき、片山日南、韓佑華、加納義広 |